# Aldo Novarese

Von Aldo Novarese entworfene Schriften

Aldo Novarese (* 29. Juni 1920 in Pontestura, Italien; † 16. September 1995 in Turin) war ein italienischer Typograph, Schriftentwerfer und Lehrer.

## Biografie
In den Jahren 1931–1933 besuchte Novarese die Scuola Arteri Stampatori in Turin, wo er die Techniken Holzschnitt, Kupferstich und Lithographie erlernte. Danach besuchte er bis 1936 die Scuola Tipografica Giuseppe Vigliandi Paravia in Turin, an der er von 1948 bis 1958 auch unterrichtete. 1936 wurde er als Zeichner bei der Schriftgießerei Nebiolo eingestellt; ab 1952 wirkte er dort als Art Director. In dieser Zeit entwickelte er (mit Alessandro Butti) unter anderem die Schrift Microgramma, die Vorläuferin der Eurostile. 1975 verließ er das Unternehmen und machte sich als Schriftendesigner selbständig.

## Schriftentwürfe
Novarese entwickelte zahlreiche Schriften, darunter sowohl innovative als auch klassische Designs. Einige seiner Entwürfe sind:
- Landi Linear, 1943
- Athenaeum (mit A. Butti), 1945
- Central, Normandia (mit A. Butti), 1951
- Microgramma (mit A. Butti), 1952
- Cigno, 1954
- Fontanesi, 1954
- Juliet, 1955
- Ritmo, 1955
- Egizio, 1955–58
- Garaldus, 1956
- Slogan, 1957
- Recta, 1958–61
- Estro, 1961
- Eurostile, 1962
- Nova Augustea (nach A. Butti), 1964[1]
- Forma, 1966
- Magister, 1966
- Metropol, 1967
- Stop, 1971
- Lapidar, 1977
- Fenice, 1977–80
- Nadianne
- Novarese, 1978
- Expert, 1983
- ITC Symbol, 1984
- Colossalis BQ, 1984
- ITC Mixage, 1985
- Arbiter BQ, 1989

## Schriftenklassifizierungssystem
Im 20. Jahrhundert haben viele Künstler versucht, Systeme für die Klassifizierung von Schriftarten zu entwickeln, z. B. François Thibaudeau im Jahre 1924, Maximilien Vox im Jahre 1954, und auch Hermann Zapf und Willy Wengen, die 1964 die ATypI-Klassifikation aus dem Jahre 1962 verbesserten, was zur Norm DIN 16518 führte. Dennoch gibt es bis heute kein allgemein akzeptiertes System.
Auch Aldo Novarese schlug 1956 ein System vor, das laut Daniele Baroni „vor allem aus pädagogischer Sicht überzeugender ist“. Novarese teilt die Schriften nach historischen, ästhetischen und Designkriterien in zehn Familien auf:
- Lapidari (Steinschneider)
- Medievali (gebrochen)
- Veneziani (venezianisch)
- Transizionali (transitional)
- Bodoni
- Scritti (kalligraphisch, Handschrift imitierend)
- Ornati (verziert)
- Egiziani (Egyptienne)
- Linear
- Fantasie

## Auszeichnungen
- Goldmedaille im Kunstwettbewerb Ludi Juveniles, 1938
- Goldmedaille der Mailänder Messe, 1956
- Compasso d’Oro, 1979